# Прямий
«Прямий» — український інформаційний телеканал, створений 24 серпня 2017 року на місці телеканалу «Тоніс», що працює у форматі інфотейнменту.

## Історія
У травні 2017 року український політик Володимир Макеєнко став єдиним власником телеканалу «Тоніс» викупивши 80 % акцій, 10 % мав гендиректор телеканалу, 0,5 % — його заступник. Статутний фонд телеканалу з 2010 року дорівнював 16,7 млн грн.
До цього на телеканал перейшла команда менеджерів з телеканалу NewsOne на чолі з Олексієм Семеновим, який займався запуском і перезапуском каналів «112 Україна» (2013—2014) та «NewsOne» (2015—2017), включно з журналістами Матвієм Ганапольським і Євгеном Кисельовим і ведучими Анатолієм Анатолічем, Василісою Фроловою, Юлією Литвиненко, Павлом Рольником, Мариною Леончук, Сніжаною Єгоровою, Юлією Шпачинською, Кароліною Ашіон, Миколою Вереснем, Світланою Орловською та іншими. Телеканал був націлений на вікову категорію 40+.
24 серпня 2017 року телеканал «Тоніс» припинив мовлення, його замінив телеканал «Прямий». Він почав роботу о 08:00 з презентації каналу у прямому етері.
У грудні 2017 року телеканал перейшов у власність кіпрської компанії «Parlimo Trading Limited», часткою в якій через кіпрську фірму «Centerano rading Limited» володіла «Dadlaw Nominees Limited» — секретарська компанія, після зміни влади стала співвласником «Української національної лотереї».
1 травня 2018 року канал змінив дизайн та програмну сітку. Влітку 2018 року стало відомо про плани на створення радіостанції «Прямий FM», яка передбачала ретрансляцію телеетеру і власні програми. У липні Прямий подав заявку до Нацради для прорахунку 61 FM-частоти у великих містах України. До квітня 2019 року станція мала частоти у Києві, Дніпропетровській, Донецькій, Запорізькій, Луганській та Полтавській областях.
У серпні 2018 року тодішній генеральний продюсер телеканалу Олексій Семенов повідомив, що у осінньому сезоні «Прямий» змінить сітку мовлення, трансформувавши програми на ток-шоу. Для зйомок канал орендував студію, де раніше знімалося шоу «Шустер LIVE».
14 вересня 2018 року канал оновив оформлення та змінив сітку мовлення, створивши ряд програм та ток-шоу.
У грудні 2018 року на регіональному цифровому конкурсі в Одеській області ліцензію на мовлення у регіоні отримав новий місцевий телеканал «Одеса 1», що належить Володимиру Макеєнку (99 %, через юрособу Прямого — ТОВ «ТК Прямий») та Євгенії Захаровій (1 %). Наприкінці січня 2019 року новий канал «Харків 1» з групи «Прямого» отримав цифрові ліцензії на мовлення в Харківській області, його власниками були Макеєнко (90 %) і Захарова (10 %). Обидва телеканали мали розпочати мовлення до вересня 2018 року, однак воно так і не почалося..
23 грудня 2018 року телеканал додав переклад жестовою мовою у правому нижньому куті.
29 січня 2019 року сталася перекомутація «5 каналу» та «Прямого» каналу у мережі цифрового телебачення DVB-T2. У результаті, «Прямий» перейшов на мультиплекс МХ-2, таким чином ставши 16 каналом, а «5 канал» перейшов на мультиплекс МХ-5, зайнявши 25 позицію. Причину цієї зміни представники телеканалів не поширили.
У червні 2019 року продюсер каналу Олексій Семенов покинув «Прямий» та став головою медіахолдингу «Новини» бізнес-партнера і соратника Віктора Медведчука — Тараса Козака. 24 червня виконувачем обов'язків генерального продюсера і директора телеканалу стала ведуча Світлана Орловська.
18 лютого 2021 року Петро Порошенко заявив про те, що власник «Прямого» Володимир Макеєнко мав фінансові проблеми з каналом. В результаті Порошенко став кінцевим бенефіціаром та власником телеканалу.
Після прийняття закону про деолігархізацію 8 листопада 2021 року Порошенко продав акції телеканалу та всі права на нього новоствореному медіахолдингу «Вільні медіа».

## Рейтинги
2021 року частка телеканалу склала 0,60 % з рейтингом 0,07 % (дані системи рейтингів Nielsen, аудиторія 18-54 міста 50 тис.+, 19-е місце серед українських телеканалів, 1-е місце серед інформаційних телеканалів).

## Логотипи
Телеканал «Прямий» змінив 5 логотипів. Нинішній — 6-й за ліком.
| Логотип | Опис |
| ------- | --- |
|         | З 24 серпня 2017 до 13 вересня 2018 року логотипом було слово «ПРЯМИЙ» з косими анімаційними лініями над та під ним. Логотип був синього кольору. Знаходився у правому верхньому куті. З 14 вересня 2018 до 9 вересня 2019 року логотип перемістився у правий нижній кут та змінив колір на білий, при цьому зникла анімація у косих ліній. Логотип розміщувався на синій підкладці форми трапеції. Із 23 грудня 2018 року під час показу програм на підкладку проєктується переклад жестовою мовою. З 9 вересня 2019 до 30 серпня 2020 року логотип розміщується на прямокутній підкладці. Під час показу реклами підкладка зникає. Знаходиться там же. З 31 серпня 2020 до 21 квітня 2024 року у будні логотип мав синій колір з жовтою підкладкою з 7:00 до 9:00, і білий колір з синьою підкладкою — вдень і ввечері. У вихідні використовувався синій логотип на білій підкладці. Переклад жестовою мовою проєктується ліворуч логотипа. Із 7 березня 2021 до 21 квітня 2024 року незалежно від часу та дня доби використовувався лише білий варіант логотипу зі словом «ПРЯМИЙ» на синій підкладці. Повернулась анімація косих ліній. З 22 квітня 2024 року використовується той самий логотип, але слово «ПРЯМИЙ» стало синього кольору, а косі лінії — білого. Знаходиться у лівому нижньому куті. |

## Мовлення

### Супутникове мовлення
| Супутник         | Стандарт | Частота | Символьна швидкість | Поляризація     | FEC | Формат зображення | Кодування |
| ---------------- | -------- | ------- | ------------------- | --------------- | --- | ----------------- | --------- |
| Astra 4A (4.8°E) | DVB-S    | 12130   | 27500               | вертикальна (V) | 3/4 | MPEG-2            | FTA       |

### Етерне цифрове мовлення
| Канал | Мультиплекс | Стандарт | EPG | Формат мовлення |
| ----- | ----------- | -------- | --- | --------------- |
| 4     | MX-3        | DVB-T2   | Ні  | HD 720p 16:9    |

## Програми
- Репортер
- Зрашіхохотала
- Інформаційні битви
- Ранок великої країни
- Марафон. Прямий. День
- День на Прямому
- Переможемо разом
- Прямий контакт
- На линії вогню
- Вечiр. Про головне
- BBC News Україна
- Час-Time
- Людина на війні
- Ток-шоу «The week»

### Архівні програми
- Воєнний кабінет
- Владахохотала
- Міністерство правди
- Новини країни
- Великий день
- Година пік
- Ток-шоу «Ситуація»
- Ток-шоу «Ехо України»
- Ток-шоу «Про політику»
- Спецтема
- Війна за незалежність
- Екслюзив
- Ток-шоу «Велика середа»
- Підбиваемо підсумки
- Ток-шоу «Моя Україна»
- Запоребрик News
- Українські вісті
- WatchDogs. Антикорупційні журналістські розслідування
- Щасливий сніданок
- Щасливе інтерв'ю
- Соціальний статус
- Перша передача
- Акценти
- Ненаша Раша
- Анатомія тижня
- Культурна політика
- Прямий доказ
- Вата-шоу
- Медексперт
- Про особисте
- Новини від Христини
- П'ята колонка
- СаундЧек
- Великі новини
- Нейтральна територія
- Двобій
- Обідня перерва
- Ток-шоу «Кримінал»
- Середмістя
- ВладаХохотала
- Прямий ефір
- Прямий трафік
- По факту
- Деталі
- 18+
- 18-
- Споживач
- Підсумки
- Закрита зона
- Разом
- Подія
- Золотий гусак
- Віч на віч
- Итоги недели
- Полудень
- Світські хроніки
- Поярков News
- МЕМ
- Він і вона
- XXX
- Вересень+1
- Великий вівторок
- Політична кухня
- Слова та музика
- Культурна дипломатія
- Інтерв'ю Юлії Литвиненко
- Кисельов. Авторське
- Новий день
- Деталі
- Дзвінок
- Сильні жінки
- Політика та краса

## Ведучі
Станом на 2023 рік на телеканалі працювало 12 ведучих:
- Юрій Петрушевський
- Павло Рольник
- Марія Клюк
- Олександр Близнюк
- Даша Щаслива
- Олена Курбанова
- Матвій Ганапольський
- Світлана Орловська
- Тарас Березовець
- Христина Чернега
- Наталка Фіцич
- Пітер Залмаєв

### Колишні ведучі
- Андрій Соломка
- Андрій Сайчук
- Валерій Калниш
- Василь Бирзул
- Влад Волошин
- Марина Леончук
- Антін Мухарський
- Віталій Портников
- Маргарита Стецюк
- Юлія Литвиненко
- Олександр Федченко
- Мирослав Гай
- Ігор Лапін
- Андрій «Полтава» Карпов
- Євген Кисельов
- Максим Несміянов
- Лейла Мамедова
- Сергій Романенко
- Слава Варда
- Тала Калатай
- Леся Вакулюк
- Михайло Шаманов
- Микола Вересень
- Поліна Голованова
- Юлія Шпачинська

## Критика
На думку опонентів каналу, Прямий підтримував п'ятого президента України Петра Порошенка і критикував його опонентів на виборах 2019 року, зокрема, Юлію Тимошенко та Володимира Зеленського. За даними Детектор медіа, велику роль у цьому відіграв журналіст Матвій Ганапольський.
1 червня 2018 року у програмі «Поярков News» ведучий Сергій Поярков провів опитування глядачів, спитавши: «Якщо б ви мали можливість врятувати одного з них, кого б ви не дали вбити ворогу? Антіна Мухарського, чи його колишню дружину Сніжану Єгорову?» Більшість підтримало Мухарського (81 %). Це опитування викликало невдоволення та критику, а Єгорова звільнилася з каналу зі своєю командою «Територія позитиву», яка на той час працювала на телеканалі майже рік. Відтоді програма припинила роботу, а за півтора місяці програму «Поярков News» також закрили. 14 вересня 2018 року програма відновила роботу в тому ж форматі, але раз на тиждень.
1 листопада 2018 року на каналі вийшов пілотний випуск програми «Вата Шоу» — YouTube-проєкт блогера та волонтера Андрія Карпова. Програму критикували за ненормативну лексику та звинувачували в розпалюванні ворожнечі. Канал залишив програму в етері, перемістивши її до нічного слоту -після 23:00 у вихідні[джерело?].
7 листопада 2019 року в етері телемарафону «Атака на свободу слова», присвяченому обшукам ДБР у власника каналу Макеєнка, в ток-шоу «Прямий ефір» під звуки пострілів у студію вбігло троє чоловіків у камуфляжі. Один із них, бігаючи з іграшковою зброєю, кричав: «Стояти всім! Усім спокійно, де Вересень? Де Вересень, я питаю? Миколо? Живий?». Ведучий лежав на підлозі, гості сиділи на своїх місцях, глядачі ховалися за декораціями. Потім «спецпризначенці» зробили селфі з ведучими й покинули студію. Інцидент набув широкого розголосу, через що канал просив вибачення у глядачів. Таким чином, канал хотів показати абсурд навколо себе та свободи слова в Україні загалом.
27 грудня 2019 року Сергій Поярков у програмі «Поярков News» сказав на адресу Президента Зеленського:
|  | Тому я стверджую, що в порівнянні з великим патріотом, воїном, американським президентом якого шанує весь світ - Джорджем Бушем, ми обрали, поки що, невиховане зелене чмо і нам з вами його виховувати! |

9 січня 2020 року Національна рада з питань телебачення і радіомовлення винесла попередження та призначила перевірку телеканалу через "образу честі й гідності" Президента. Канал назвав це рішення політично мотивованими, адже за президентства Порошенка деякі телеканали відкрито принижували його, але Нацрада не зверталана це уваги. Згодом телеканал повторно закрив програму «Поярков News» без пояснень.
В новорічну ніч 1 січня 2020 року телеканал разом із «5 каналом» транслював звернення Петра Порошенка до громадян замість новорічного звернення Президента Зеленського. Звернення останнього з'явилося в етері телеканалів вже після опівночі.
9 квітня 2020 року Нацрада з питань телебачення і радіомовлення призначила перевірку «Прямого» каналу через трансляцію програми «Вата-Шоу», де могло бути розпалювання ворожнечі. З 14 березня 2020 року трансляцію програми припинили, та 20 червня телеканал відновив проєкт, оголосивши про новий сезон.
4 червня 2020 року Нацрада призначила перевірку «Прямого» через нецензурні висловлювання ведучого Матвія Ганапольського у програмі «Ехо України». Регулятор зафіксував порушення у денний час програми, що могло порушити закон «Про захист неповнолітніх від шкідливого контенту». Порушення знайшли в словах «срака» та «гімно», які пролунали в прямому етері. Згодом у Нацраді виявили, що ці слова є у «Словарі української мови» редакції Бориса Грінченка (1907—1909 років), які вважаються літературними[джерело?].
26 липня 2021 року телеканал повідомив, що ДБР прослуховує журналістів та керівництво каналу, зокрема директора Володимира Сташевського. ДБР не прокоментувало ці заяви.
19 березня 2022 року президент Зеленський запровадив виконання рішення РНБО, яке включало підпорядкування компанії «Зеонбуд» концерну РРТ і обов'язкову трансляцію єдиного марафону на національних телеканалах. 5 канал, Прямий та «Еспресо» змінили свій графік і приєдналися до трансляції марафону «Єдині новини».
У квітні 2022 року канали Прямий, «Еспресо» та 5 канал вимкнули з цифрового етеру.

## Порушення у дні жалоби
Моніторинг Національної ради показав, що телеканал «Прямий» не поширював інформацію про День пам'яті українців, які рятували євреїв під час Другої світової війни 14 травня 2024 року в повному обсязі, а саме мінімум — раз на дві години. В результаті регулятор виніс припис.
У День вшанування захисників Донецького аеропорту 20 січня 2025 року «Прямий» знову не в повному обсязі інформував в етері. За це регулятор знову виніс припис.
У День пам'яті жертв Голокосту 27 січня того ж року «Прямий» знову не в повному обсязі інформував в етері. За це регулятор знову виніс припис.